# Москера, Луис Хавьер
Луис Хавьер Москера Лозано (род. 27 марта 1995, Юмбо, Валье-дель-Каука) — колумбийский тяжелоатлет, выступающий в весовой категории до 69 кг. Бронзовый (2016) и серебряный (2020) призёр Олимпийских игр, чемпион Панамериканских игр 2015 в категории до 69 кг.

## Биография
В 2011 году выиграл золото на юношеском чемпионате мира, а в 2014 и 2015 годах на чемпионате мира среди молодёжи.
В 2015 году взял золото Панамериканских игр в категории до 69 кг.
На Олимпиаде-2016 в Рио-де-Жанейро по сумме двоеборья занял 4-е место. Но после дисквалификации за применение допинга бронзового призёра соревнований, киргиза Иззата Артыкова, бронзовая медаль официально перешла Луису Москера.
В 2021 году на Олимпиаде в Токио колумбиец Луис Москеро занял второе место, подняв в сумме 331 кг (151 + 180).

## Спортивные результаты
| Год  | Соревнование            | Место проведения | Весовая категория | Рывок  | Толчок | Сумма двоеборья | Место |
| 2014 | Чемпионат мира          | Алма-Ата         | до 62 кг          | 141 кг | 170 кг | 311 кг          | 4     |
| 2015 | Панамериканские игры    | Торонто          | до 69 кг          | 150 кг | 181 кг | 331 кг          | 1     |
| 2016 | Летние Олимпийские игры | Рио-де-Жанейро   | до 69 кг          | 155 кг | 183 кг | 338 кг          | 3     |
| 2019 | Панамериканские игры    | Лима             | до 73 кг          | 150 кг | 175 кг | 325 кг          | 2     |